# Pemba Nord
Pemba Nord (en anglais Pemba North ; en swahili Kaskazini Pemba) est une petite région de la Tanzanie. Elle comprend la partie nord de l'île de Pemba, dans l'archipel de Zanzibar.

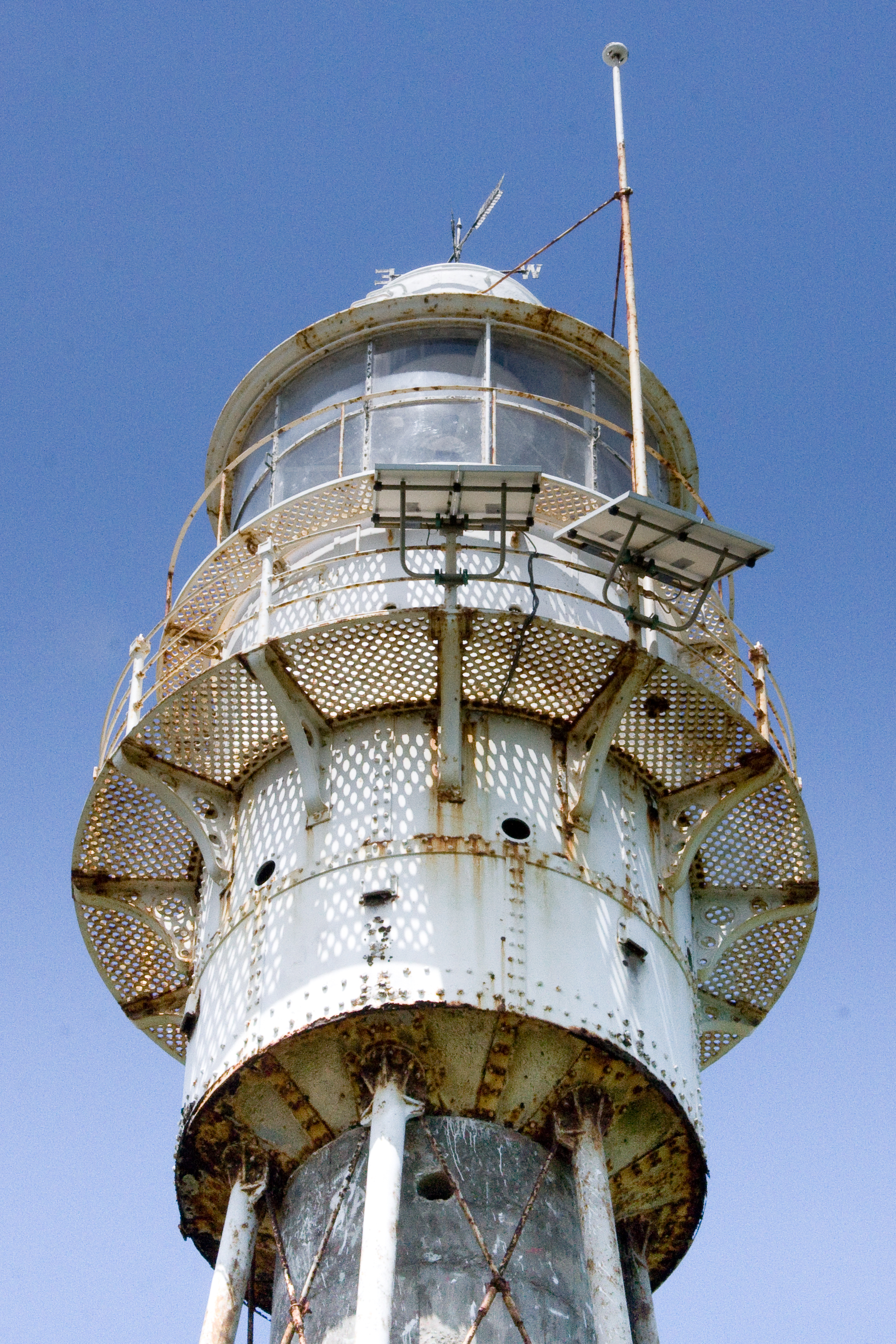
Chef du phare de Ras Kigomasha à Pemba, Tanzanie